# Jeanne de Valois (1294-1352)
Pour les articles homonymes, voir Jeanne de Valois.
Jeanne de Valois (née en 1294 - morte le 7 mars 1352) est une princesse de la famille royale française, fille de Charles de France, comte de Valois, et de Marguerite d'Anjou. Après la mort de son époux Guillaume Ier d'Avesnes en 1337, elle prend le voile mais continue à jouer un rôle diplomatique au service de sa famille.

## Famille
Arrière-petite-fille de Saint Louis, nièce de Philippe IV le Bel, sœur du roi de France Philippe VI de Valois, elle épouse Guillaume Ier d'Avesnes (1286 † 1337), comte de Hainaut, de Hollande et de Zélande, le 19 mai 1305 à Chauny (Aisne). Ils eurent huit enfants :
- Jean, mort en 1316 ;
- Guillaume II (1307 † 1345), comte de Hainaut, de Hollande et de Zélande ;
- Marguerite (1310 † 1356), comtesse de Hainaut, de Hollande et de Zélande, mariée à Louis IV de Bavière, empereur romain germanique ;
- Philippa (1311 † 1369), mariée en 1328 à Édouard III d'Angleterre ;
- Jeanne (1315 † 1374), mariée en 1334 à Guillaume V (1315 † 1362), duc de Juliers ;
- Agnès ;
- Isabelle (1323 † 1361), mariée en 1354 à Robert de Namur (1323 † 1391), seigneur de Beaufort-sur-Meuse ;
- Louis (1325 † 1328).

## Biographie
Elle devient Dame de Maing en 1322 et se rend plusieurs fois dans son village.
À la mort de son époux Guillaume Ier d'Avesnes en 1337, elle devient religieuse et se retire au sein de l'abbaye cistercienne de Fontenelle, près de Maing, où la rejoignent sa fille Isabelle de Namur et sa petite-fille Anne de Bavière.
Elle joue un rôle diplomatique pour préserver le Hainaut et atténuer les désastres du conflit franco-anglais qui débute. En 1339, Jeanne de Valois reçoit son gendre le roi d'Angleterre Édouard III à l'Abbaye de Fontenelle et tente d'apaiser les esprits. Elle se rend à Paris auprès de son frère le roi de France Philippe VI, rencontre aussi à Gand sa fille Philippa. Par la Paix de Tournai obtient une trêve des hostilités.
Selon le Père Anselme, l'année suivante, en 1341, elle se rend en Bavière pour y jouer le même rôle de conciliatrice entre son autre gendre Louis IV de Bavière, (Louis IV du Saint-Empire) et son frère Philippe VI de Valois.
Elle meurt à l'Abbaye de Fontenelle le 7 mars 1352 et est ensevelie au beau milieu du chœur des Dames. Son caveau est redécouvert et étudié lors des fouilles archéologiques qui se succèdent entre 1977 et 1984 (recherches conduites par Philippe Beaussart et Vincent Maliet). Sa dépouille repose dans le transept droit de l'église de Maing, où elle fut ré-inhumée le 7 septembre 2001.
Par sa fille Philippa, elle est notamment la grand-mère de Édouard de Woodstock dit le Prince Noir, Lionel d'Anvers, Jean de Gand, Edmond de Langley et de Thomas de Woodstock.

## Source
- Site de l'association de sauvegarde du patrimoine maingeois : www.maing-aspm.fr.